# Marianista

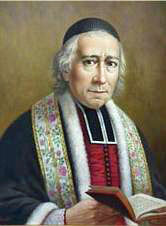
Guillermo J Chaminade, fundador de la Familia Marianista.

Un o una marianista es un miembro de la Familia Marianista, una familia mundial de hombres y mujeres consagrados a María y a su misión evangelizadora.

## Composición
Está compuesta por la Sociedad de María (Marianistas) (religiosos marianistas), las Hijas de María Inmaculada (religiosas marianistas), las CLM (Comunidades Laicas Marianistas) y la Alianza Marial (instituto secular).

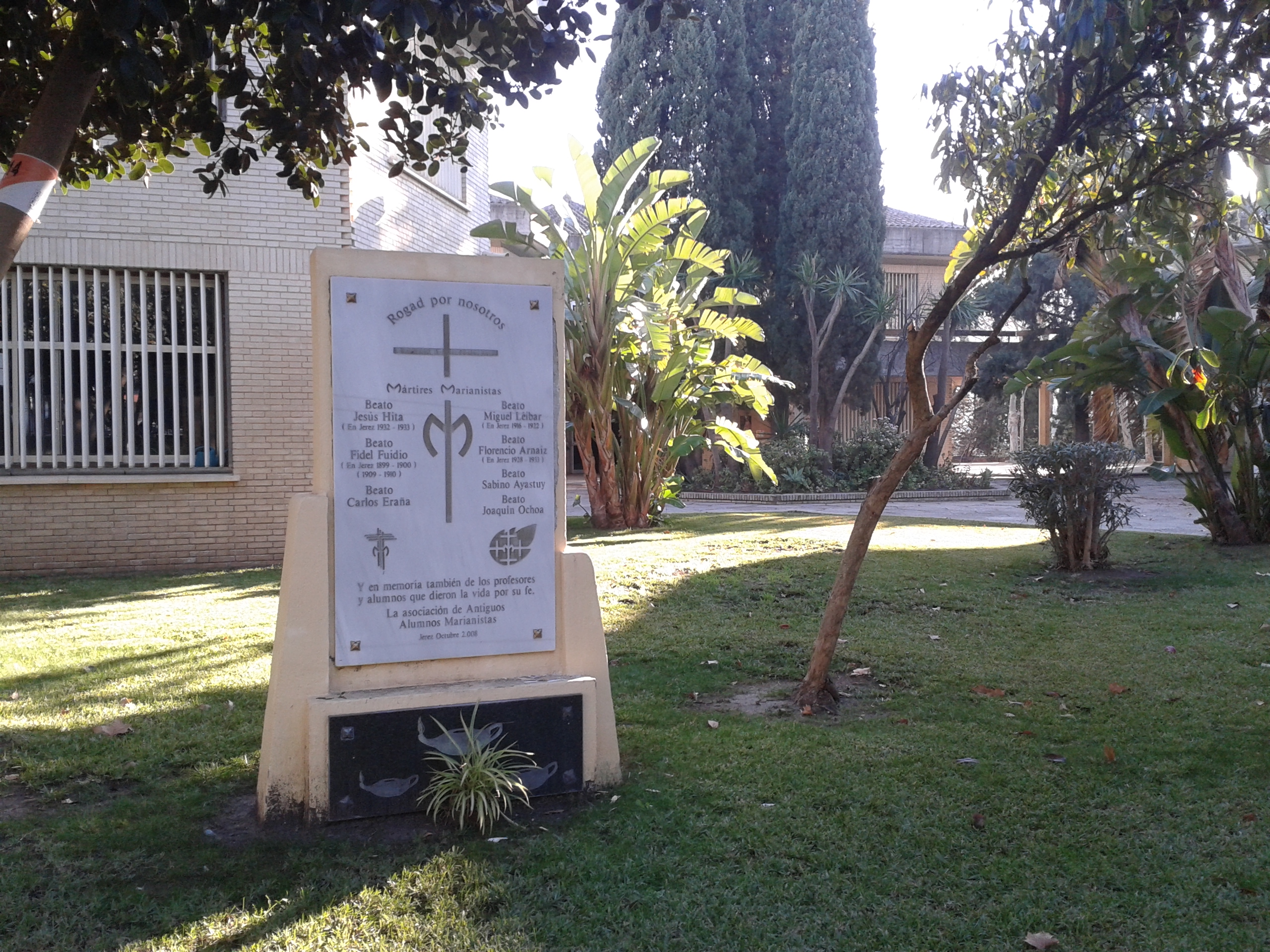
Monumento a mártires de la orden

El término es comúnmente utilizado para referirse especialmente a los miembros de la rama de los religiosos (es decir, a los sacerdotes y hermanos de la Compañía de María, SM, fundada por el Beato Guillermo José Chaminade, o la rama de las religiosas ("Hijas de María Inmaculada" FMI), fundada por Adela de Trenquelleon y el mismo G. José Chaminade.